# 茂森町
茂森町（しげもりまち）は、江戸期から現在にかけての青森県弘前市の地名。郵便番号は036-8217。2017年6月1日現在の人口は391人、世帯数は197世帯。

## 地理
- 南北に伸びる町。町域の北部は上白銀町、東部は森町・覚仙町・在府町、南部は新寺町、西部は西茂森に接する。
- また、明治期の洋式建築の建築家堀江佐吉が、当地に住んでいたとされる。

## 歴史
- 慶安2年 - 屋敷割りが72軒され、煙草屋48・大工5、居鯖4のほかに、屋号を持つ商家も見られる（弘前古御絵図）。
- 延宝6年 - 重森町と見え、町屋が大部分で75軒。座頭・武士の居住が認められる（弘前町方屋敷割）。
- 延宝7年 - 町内の4組が、町役の中役、もう1組が下役で、年間約4.500人の人足を負担。
- 元禄4年 - 町内の芝居小屋で酒田出身の小太夫による芝居が始まる（津軽歴代記類）。
- 元禄11年 - 土取り場とある（弘前惣御絵図）。また、北から順に茂森町・中茂森町・奥茂森町と、区分されている（弘前惣御絵図）。
- 正徳年間 - 城下の4か所の小札場（制札場）の1町に指定されている（弘前町方屋敷割裏書記録）。
- 享保7年 - 芝居小屋の夜の興行が始まる（弘前市史）。ちなみにこの芝居小屋は、のちに"茂森座"と呼ばれるようになり、1940年（昭和15年）まで存続。
- 天保8年 - 絵図によれば、町屋129軒・芝居小屋1軒。
- 明治初年 - 戸数301で、町の状況は「芝居座・造酒・料理・茶屋・荒物・狛物雑居」と見える（国誌）。
- 現在 - 店舗の改装・改築等で様相は変わったが、禅林街門前・商家街というスタイルは江戸期と変わらない。

### 沿革
- 江戸期 - 弘前城下の一町。
- 明治初年～明治22年 - 弘前を冠称。
- 1899年（明治22年） - 弘前市に所属。

### 地名の由来
現在の森町付近にあったとされる茂森山に由来。当時弘前城を見下ろすほどの高さだったため、元和元年に削られ、無くなる。

## 施設

### 医療
- 吉田医院
- くどう歯科
- 渡辺歯科医院
- 木村内科厚生会館
- かわむら歯科医院
- 木村内科小児科医院

### 商業
- ローソン弘前茂森町店
- カネタ玉田酒造店
- サンパレス秋田屋
- 葛西米穀燃料店
- イシオカ工芸
- 田中や葬祭
- 佐藤燃料店
- 中屋のこや
- 亀岡生花店
- 宝屋袋店

### 工業
- ヨコヤマ堀江工務所

### 金融
- 東奥信用金庫茂森支店

### 行政
- 弘前市水道部

## 小・中学校の学区
市立小・中学校に通う場合、学区は以下の通りとなる。
| 大字   | 番・番地 | 小学校             | 中学校             |
| ------ | -------- | ------------------ | ------------------ |
| 茂森町 | 全域     | 弘前市立朝陽小学校 | 弘前市立第四中学校 |

## 交通
- 弘南バス

覚仙町角、茂森町、茂森南口（弘前バスターミナル - 相馬・藍内・ロマントピア線、他）停留所。